# Fabrizio Cornegliani
Fabrizio Cornegliani (Miradolo Terme, 12 marzo 1969) è un paraciclista italiano, vincitore di un oro e un argento paralimpici.

## Carriera
Originario del pavese, Fabrizio Cornegliani restò tetraplegico nel 2004 in seguito ad un incidente avvenuto in una palestra di Lodi dove si allenava nelle arti marziali: rimasto coinvolto in una rissa tra altre due persone, riportò una grave lussazione delle vertebre C5 e C6; la lesione gli provocò una perdita di forza nelle braccia e nelle mani e lo costrinse alla sedia a rotelle. Si avvicinò all'handbike come strumento riabilitativo, per potenziare la respirazione e gli arti superiori.
Nel 2017 esordì in una competizione internazionale, prendendo parte ai campionati del mondo che si tennero a Pietermaritzburg: in questa occasione vinse il bronzo nella prova in linea, per poi aggiudicarsi nei mesi a venire il titolo italiano assoluto e diverse medaglie in Coppa del Mondo. Nelle successive edizioni dei mondiali, ottenne quattro ori nella prova a cronometro e numerosi podi nelle prove in linea.
Nel 2020 si qualificò per le Paralimpiadi di Tokyo, dove per la prima volta fu prevista la gara a cronometro nella sua categoria: in questa circostanza, riuscì ad ottenere la medaglia d'argento.
Nel 2023, ai mondiali di Glasgow, conquistò la medaglia di bronzo nella prova a cronometro e l'argento nella prova in linea
Nel 2024, all'età di 55 anni, Cornegliani ottenne la qualificazione per le Paralimpiadi di Parigi. Nella prova a cronometro della categoria H1, si impose conquistando la medaglia d'oro in una gara in cui dominò gli avversari, staccando di circa 21 secondi il secondo classificato, il belga Maxime Hordies.

## Palmarès
- Giochi paralimpici

Tokyo 2020 - Crono H1:  Argento
Parigi 2024 - Crono H1:  Oro
- Mondiali

Pietermaritzburg 2017:  Bronzo nella crono
Maniago 2018:  Oro nella crono e  Oro nella prova in linea
Emmen 2019:  Oro nella crono e  Argento nella prova in linea
Cascais 2021:  Oro nella crono e  Argento nella prova in linea
Baie Comeau 2022:  Oro nella crono e  Argento nella prova in linea
Glasgow 2023:  Argento nella crono e  Bronzo nella prova in linea
Zurigo 2024:  Oro nella crono e  Argento nella prova in linea